# Тереножкін Олексій Іванович
Олексі́й Іва́нович Терено́жкін (*26 листопада 1907, Ніколаєвськ — †19 травня 1981, Київ) — радянський археолог, доктор історичних наук, професор.

## Життєпис
Народився у м. Ніколаєвськ, Самарська губернія (тепер м. Пугачов, Саратовської області, Росія) в родині крамаря. В 11 років почав збирати на березі річки і відносити до музею уламки давньої кераміки. В 14 років уперше взяв участь в археологічних роботах: дослідженнях курганів, що їх проводило місцеве «Товариство світознавства» (рос. Общество мироведения). 1926 року вступив на археолого-етнологічний відділ вищих курсів при Самарському товаристві краєзнавства, після закінчення яких вступив на етнологічний факультет МДУ. На останньому курсі був відрахований за «приховування соціального походження». Працював у Державному історичному музеї (Москва), Інституті історії та археології Узбецької РСР та інших місцях, брав участь у розкопках у Середній Азії, Росії та Україні. З 1941 — на війні, пройшов від Сталінграда до Відня. Нагороджений орденом Червоної зірки та п'ятьма медалями. 1948 року захистив кандидатську дисертацію за результатами досліджень в Узбекистані. Того ж року переїхав до Києва і почав працювати в Інституті археології АН УРСР.
З 1949 р. завідував відділом Інституту археології АН УРСР. Член КПРС із 1949 р..
Доктор історичних наук (1959), професор (1967), лауреат Державної премії УРСР (1977), Заслужений діяч науки і техніки УРСР (1977).
Помер у м. Києві.
Дослідив пам'ятки скіфського та доскіфського часу в Україні, зокрема чорноліської культури; розробив основи хронології пізньої бронзової доби та початку залізної доби в Україні.

## Наукова школа О.І.Тереножкіна
- Черненко Євген Васильович
- Бідзіля Василь Іванович
- Яковенко Елеонора Вікторівна
- Чередниченко Микола Миколайович
- Ковпаненко Галина Тихонівна
- Зубар Віталій Михайлович
- Островерхов Анатолій Степанович
- Мозолевський Борис Миколайович
- Бокій Нінель Михайлівна
- Гаврилюк Надія Оксентіївна

## Родина
- Брат — Тереножкін Іван Іванович — учений-аграрій.
- Дружина — Іллінська Варвара Андріївна — археолог.
- Брат — Тереножкін Василь Іванович — учений-фізик.
- Син — Іллінський Андрій Олексійович — художник.
- Дочка — Ранну (Тереножкіна) Олена Олексіївна — історик, екскурсовод.
- Син — Тереножкін Дмитро Олексійович.

## Пам'ять
- Похований в одній могилі з дружиною В. А. Іллінською на Берковецькому кладовищі в Києві, ділянка 47. Надгробок виконано у вигляді фрагмента античної колонади, на цоколі — напис: «рос. Здесь покоятся выдающиеся археологи Тереножкин А. И. и Ильинская В. А.».

- З 1987 р. проходять наукові конференції, присвячені О. І. Тереножкіну.

## Праці
- (рос.)Тереножкин А. И., Предскифский период на Днепровском Правобережье. — К., 1961.
- (рос.)Скифские курганы Никопольщины // Скифские древности. К., 1973 (в соавт. с А. И. Тереножкиным, Б. Н. Мозолевским, В. А. Ильинской).
- (рос.)Тереножкин А. И., Киммерийцы. К., 1976.